# Benno Orendi
Benno Orendi (* 29. März 1918 in Hermannstadt; † 17. September 1948 in Hameln) war ein rumänischer Arzt und als Lagerarzt zuletzt im Rang eines SS-Untersturmführers im Frauen-KZ Ravensbrück tätig.

## Leben
Zum 11. Februar 1940 trat Orendi der SS bei (SS-Nummer 379.245) und meldete sich zum 25. Juni 1940 als Medizinstudent zur Waffen-SS. Er wurde der 4. Panzer-Jäger-Abteilung zugeteilt und nahm am Russlandfeldzug teil. Im Herbst 1942 wurde er nach Berlin abkommandiert, um sein Studium zu beenden. Am 20. April 1944 promovierte er zum Dr. med.
Vom 26. April bis 21. Dezember 1944 war Orendi in das Frauen-KZ Ravensbrück abgeordnet, dort sollte er als Lagerarzt den ersten Teil seiner Assistentenjahre unter Leitung von Percival Treite verbringen. Er soll an Menschen Experimente zur Regenerierung von Knochen, Muskeln und Nerven durchgeführt haben, weiterhin wurden an Lagerinsassen Versuche gemacht, bei denen die Opfer mit Bakterien infiziert und dann antibiotisch behandelt wurden.
Danach wurde er bis zur vollständigen Auflösung und Evakuierung im April 1945 als Lagerarzt in das KZ Stutthof versetzt.
Zum 30. Januar 1945 wurde er zum Untersturmführer befördert.

## Ravensbrück-Prozesse
Vor Gericht berief Orendi sich beim vierten der sieben Hamburger Ravensbrück-Prozesse auf seinen Treueeid gegenüber Adolf Hitler und den damit verbundenen „Befehlsnotstand“, er habe immer nur auf Anordnung anderer gehandelt und sei damit nicht verantwortlich für seine Taten. Die von ihm erhobene Behauptung, sich um das Wohl der Häftlinge gesorgt zu haben, wurde durch zahlreiche Zeugenaussagen widerlegt.
Orendi wurde schuldig gesprochen und am 4. Juni 1948 zum Tode verurteilt. Am selben Tag erfolgte die Verlegung aus dem Gerichtsgefängnis Altona in das Zuchthaus Fuhlsbüttel. Von dort wurde er am 15. September 1948 ins Zuchthaus Hameln überstellt, wo am 17. September 1948 die Hinrichtung durch den Strang erfolgte.